# Villarsel-sur-Marly
Villarsel-sur-Marly (frp.  Vèrlachi; hist. Willischert, Villarsel ob Mertenlach) – szwajcarska gmina (fr. commune; niem. Gemeinde) w kantonie Fryburg, w okręgu Sarine.

## Demografia
W Villarsel-sur-Marly mieszka 75 osób. W 2020 roku 24% populacji gminy stanowiły osoby urodzone poza Szwajcarią.

## Transport
Przez teren gminy przebiega droga główna nr 180. 